# Friesea grandis
Friesea grandis är en urinsektsart som beskrevs av Mills 1934. Friesea grandis ingår i släktet Friesea och familjen Neanuridae. Inga underarter finns listade i Catalogue of Life.